# 未來 (可苦可樂單曲)
《未來》（未来）是可苦可樂的第27張CD單曲。於2015年12月16日由Warner Music Japan發行。

## 簡介
前作《奇蹟》之後約9個半月發行。因為是廉價版CD單曲（日國含稅價555日圓），不設有B面曲。

## 收錄曲
全編曲：可苦可樂
1. 未來
作詞、作曲：小淵健太郎、黑田俊介
電影《Orange橘色奇蹟》主題曲
動畫《Orange橘色奇蹟》片尾曲[2]
2. 未來 （Instrumental）

### Spring Package
2016年3月23日發行。封面是由漫畫家高野莓畫上《Orange橘色奇蹟》中六位角色的特別版本。包括的曲目如下。
1. 未來
2. 櫻花
作詞、作曲：小淵健太郎、黑田俊介
3. 與未來相繫（今と未来を繋ぐもの）
作詞、作曲：小淵健太郎
4. 未來（Acoustic ver.）
5. 未來（LIVE ver. from慶應義塾大學第57回三田祭前夜祭）

## 外部連結
- 未來 （页面存档备份，存于）
- 未來 Spring Package （页面存档备份，存于）